# Reflector (fysica)

Het principe van een kubushoekreflector in twee dimensies.

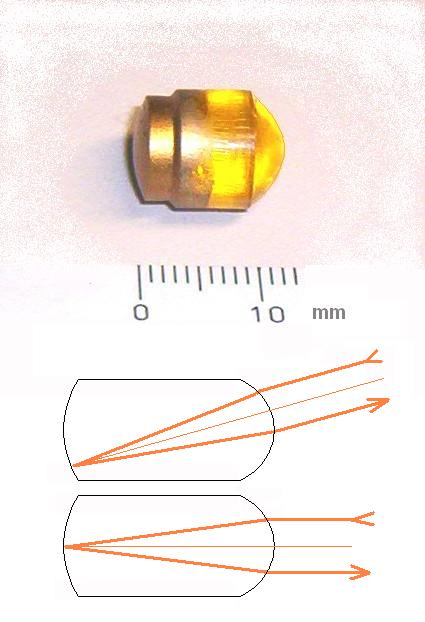
Retroreflektor "Kattenoog". Het achteroppervlak (links) is voorgespiegeld.

Een reflector is een object dat straling reflecteert. Als het object de straling terugkaatst in de richting van de bron, wordt het een retroreflector genoemd. 
Voorbeelden van reflectoren zijn een spiegel, een radarreflector (en ook radarbaken); deze wordt onder andere gebruikt op boeien voor de scheepvaart, en een kattenoog in of langs de weg. Daarnaast maken reflectoren onderdeel uit van bijvoorbeeld een spiegeltelescoop of Yagi-antenne
In spiegeltelecopen worden vaak en in schotelantennes altijd paraboolreflectoren gebruikt.